# Nomfusi
Nomfusi Gotyana, connue sous le mononyme Nomfusi, née en 1988 dans le canton de KwaZakhele au Cap-Oriental, est une chanteuse et auteure-compositrice sud-africaine de musique afro-soul.
Elle est deux fois nommée au South African Music Awards (SAMA), nommée au Metro FM Award et a joué lors de plusieurs tournées locales et internationales.

## Biographie
La mère de Nomfusi, Kwazibani, l'élève pendant que son père languissait pendant vingt-et-un ans en prison. Employée de maison le jour, Kwazibani est une sangoma (femme-médecine africaine) douée pour la musique. Nomfusi accompagne sa mère aux rituels hebdomadaires de sangoma (Intlombe) où elle développe sa musicalité.

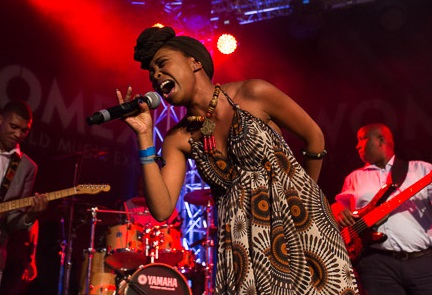
Nomfusi en 2013.

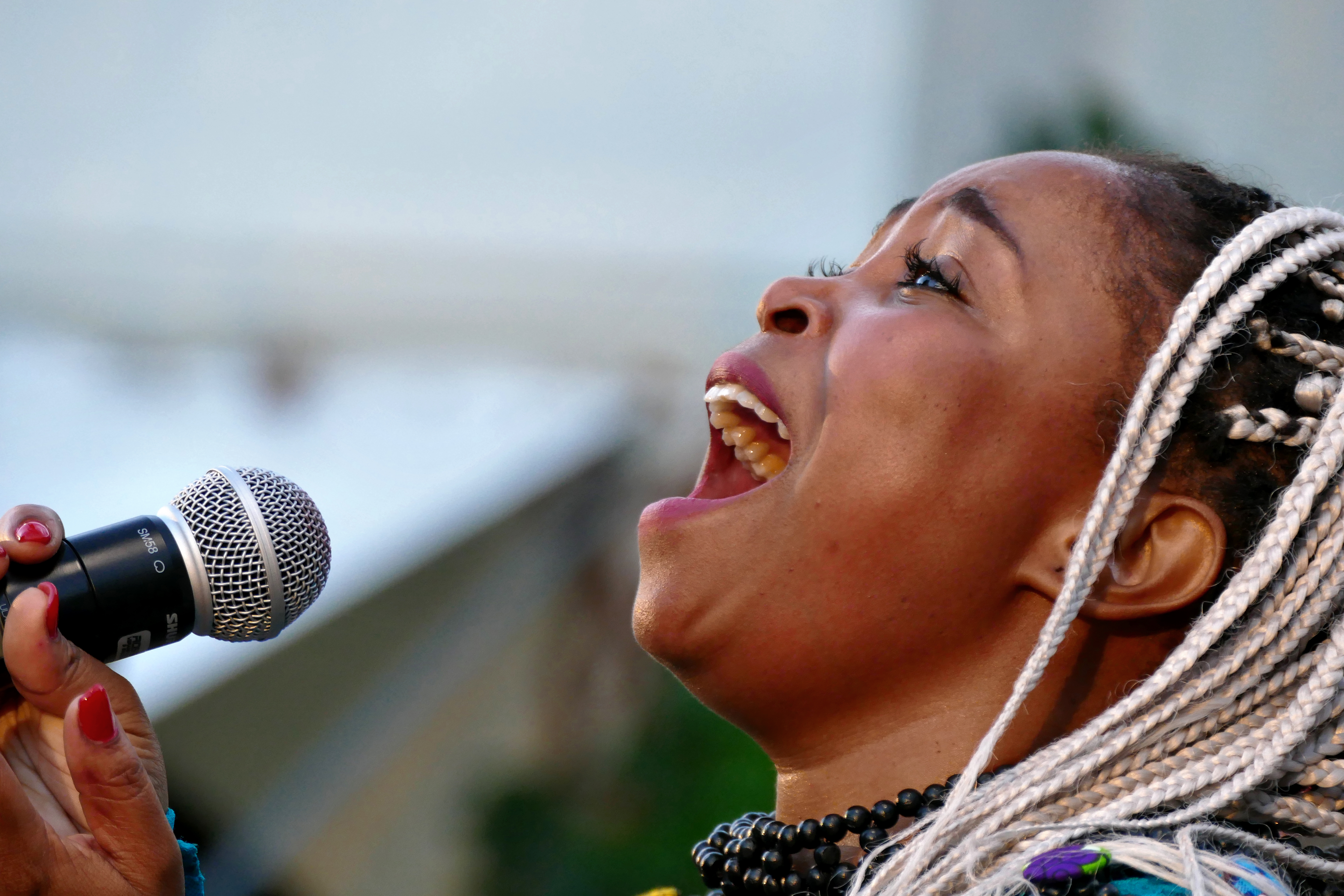
Nomusi en concert dans la cour du château de Blutenburg à Munich en 2022.

### Actrice
En 2013, elle est choisie pour jouer le rôle de Miriam Makeba dans le film sur Nelson Mandela Mandela : Un long chemin vers la liberté (Mandela: Long Walk to Freedom) de Justin Chadwick (2014). Le producteur Anant Singh a affirmé que ce film serait « la plus grande production sud-africaine jamais montée ».

## Discographie

### Albums
- Kwazibani (Universal Music, 2009)
- Take Me Home (Universal Music, 2012)
- African Day (Delicious Tunes, 2017)

### Singles
- Uthando Lwam (Qam Qam) (2008)
- Nontsokolo (2009)
- Kwazibani (2009)
- Kunjalo (2012)

## Distinction
Récompense
- 2012 : Cosmopolitan Magazine (Afrique du Sud) : récipiendaire du prix Cosmo Fun Fearless Female Award[3]